# Phelsuma sundbergi
Il geco diurno gigante delle Seychelles (Phelsuma sundbergi Rendahl, 1939) è un sauro della famiglia Gekkonidae, endemico delle omonime isole.

## Tassonomia
Sono state descritte 3 sottospecie:
- Phelsuma sundbergi sundbergi Rendahl, 1939
- Phelsuma sundbergi ladiguensis Böhme & Meier, 1981
- Phelsuma sundbergi longinsulae Rendahl, 1939